# Handbuch der Gewächskunde
Handbuch der Gewächskunde (abreviado Handb. Gewächsk.) es un libro con ilustraciones y descripciones botánicas que fue escrito por el botánico alemán Johann Christoph Mössler. Fue publicado el año 1815 con el nombre de Gemeinnütziges Handbuch der Gewächskunde: welches, mit Ausnahme der vier und zwanzigsten Klasse des Linneischen Systems, die wilden Gewächse Deutschlands enthält, und von den ausländischen diejenigen, welche dem Arzt und Apotheker, dem Färber, Gärtner, und Landwirth Nutzen bringen, nebst einer kurzen Einleitung in die Gewächskunde und einem erklärende Verzeichnisse der lateinischen Ausdrücke. [Edition 1]. Altona. 
Una segunda edición se publicó en tres volúmenes en los años 1827-1830 con el nombre de Joh. Christ. Mössler's Handbuch der Gewächskunde: enthaltend eine Flora von Deutschland, mit Hinzufügung der wichtigsten ausländischen Cultur-Pflanzen. Edition: 2. Aufl., gänzlich umgearb. und durch die neuesten Entdeckungen vermehrt von H.G. Ludwig Reichenbach. Altona
Una tercera edición en tres volúmenes con cinco partes en los años 1833-1835 con el nombre de Joh. Christ. Mössler's Handbuch der Gewächskunde: enthaltend eine Flora von Deutschland, mit Hinzufügung der wichtigsten ausländischen Cultur-Pflanzen. Edition: 3. Aufl., gänzlich umgearbeitet und durch die neuesten Entdeckungen vermehrt von H. G. Ludwig Reichenbach. Altona.